# Estonia en el Festival de la Canción de Eurovisión
Estonia participa en el Festival de la Canción de Eurovisión, desde su debut en 1994. Intentó clasificarse para la final del año anterior mediante su participación en Kvalifikacija za Millstreet, una semifinal organizada para introducir a los países debutantes que provenían de Europa del Este, y que se celebró en Liubliana, Eslovenia. No lo consiguió, tras quedar en el quinto puesto.
Sería en 1994 cuando Estonia lograría clasificarse por primera vez, aunque no con demasiada fortuna.
Estonia ha participado en casi todas las ediciones desde 1993, retirándose únicamente en el año 1995 debido al mal resultado del país báltico el año anterior, impidiéndole clasificar a dicha edición. Se reincorporó en el año 1996 y desde entonces participa ininterrumpidamente en el festival.
Posteriormente, Estonia ganó por primera - y, hasta el momento, única - vez el Festival de Eurovisión en 2001, con «Everybody», de Tanel Padar y Dave Benton. Esta fue, también, la primera victoria de un país excomunista y báltico dentro del Festival. El directo arrollador le valió el triunfo a Estonia, y el derecho a organizar el Festival de 2002, en el Saku Suurhall Arena de Tallin. En esa ocasión el país logró la tercera posición, empatada con el Reino Unido.
Debido a las semifinales introducidas en 2004, entre 2004 y 2008 Estonia no logró avanzar a las semifinales ni posiciones buenas en la misma, quedando cerca solo en el 2004 en undécima posición en la semifinal.
Tras su actuación de 2008 cayeron a un penúltimo puesto en la Semifinal 1, por lo que decidieron cancelar la preselección Eurolaul y cambiarla por el Eesti Laul, con mejores resultados. Sería en 2009 cuando Estonia llegaría a las finales con la canción «Rändajad» del grupo Urban Symphony, quedando en 6° lugar.
En 2010 también serían eliminados en la semifinal. En el 2011 volvió a pasar como una de las grandes favoritas, pero quedó 24° en la final, igualando la peor posición del país en una final de 1994. En el año 2012, siguieron manteniéndose en la final, esta vez con Ott Lepland y la canción «Kuula», cantada en su lengua oficial. Finalmente consiguió, de nuevo, un 6.º puesto con 120 puntos.
En 2013, volvieron a llevar una canción cantada en su idioma oficial, titulada «Et uus saaks alguse», con la cantante Birgit Õigemeel. Por tercera vez consecutiva, Estonia se clasificó a la final, esta vez con un 10.º puesto y, en la final, quedó en 20.º lugar con 19 puntos. En 2014, no consiguió clasificarse a la final. En 2015 Estonia llevó un dúo compuesto por Stig Rästa y Elina Born cantando la canción "Goodbye to Yesterday", logrando clasificarse a la final en 3.ª posición, siendo esta junto a la de 2009 la mejor posición de Estonia en una semifinal. Posteriormente quedarían séptimos con 106 puntos en la final. En 2016, Rästa volvía como compositor de «Play», un tema interpretado por Jüri Pootsmann que se haría con el último lugar del festival. En 2017, Koit Toome y Laura, contra todo pronóstico, tampoco consiguieron el pase a la final. Finalmente en 2018, Estonia sí consigue el pase a la final con Elina Nechayeva y su canción de ópera La Forza quedando en octavo lugar, destacando la high note al final de la actuación. En 2019 también se consigue pasar a la final con Victor Crone y Storm, quedando en vigésimo lugar con 78 puntos pese a quedar tercero en su semifinal. Para el 2020 se eligió a Uku Suviste con What Love is; sin embargo, el festival fue cancelado debido a la pandemia del coronavirus. En 2021 Uku volvió a ser elegido para representar a Estonia en Róterdam, pero no logró pasar a la final al quedar 13° en la segunda semifinal con 58 puntos. Para 2022, Stefan fue el elegido para el festival que se celebraría en Turín con el tema Hope; un tema country cuyo videoclip fue rodado en territorio español, concretamente en el desierto de Tabernas. En el festival, consiguió clasificar a la final al quedar en quinto lugar en la segunda semifinal, y en la gran final, obtuvo el 13° puesto con 141 puntos. En el festival de 2023, la representante del país báltico fue Alika Milova con su balada Bridges, que pese a no estar en ningún momento entre las favoritas, consiguió pasar a la final y en ella obtener un meritorio octavo lugar con un gran apoyo del jurado que la ubicó quinta llegando a comandar la tabla tras la votación de los dos primeros países.
A pesar de los resultados, Estonia es considerado el país báltico más exitoso en la historia de Eurovisión, finalizando once veces entre los diez primeros de la gran final (sobre 28 participaciones).

## Participaciones
Leyenda
     Ganador
     Segundo puesto
     Tercer puesto
     Cuarto o quinto puesto (Top 5)
     Último puesto
| Año                  | Sede       | Artista                        | Canción                                              | Final              | Pts.               | Semifinal           | Pts.                |
| -------------------- | ---------- | ------------------------------ | ---------------------------------------------------- | ------------------ | ------------------ | ------------------- | ------------------- |
| 1993                 | Millstreet | Janika Sillamaa                | «Muretut meelt ja südameetuld»                       | No se clasificó    | No se clasificó    | 5                   | 47                  |
| 1994                 | Dublín     | Silvi Vrait                    | «Nagu merelaine»                                     | 24                 | 2                  | No hubo semifinales | No hubo semifinales |
| No participó en 1995 |            |                                |                                                      |                    |                    |                     |                     |
| 1996                 | Oslo       | Maarja-Liis Ilus e Ivo Linna   | «Kaelakee hääl»                                      | 5                  | 94                 | 5                   | 106                 |
| 1997                 | Dublín     | Maarja-Liis Ilus               | «Keelatud maa»                                       | 8                  | 82                 | No hubo semifinales | No hubo semifinales |
| 1998                 | Birmingham | Koit Toome                     | «Mere lapsed»                                        | 12                 | 36                 | No hubo semifinales | No hubo semifinales |
| 1999                 | Jerusalén  | Evelin Samuel y Camille        | «Diamond of night»                                   | 6                  | 90                 | No hubo semifinales | No hubo semifinales |
| 2000                 | Estocolmo  | Ines                           | «Once in a lifetime»                                 | 4                  | 98                 | No hubo semifinales | No hubo semifinales |
| 2001                 | Copenhague | Tanel Padar, Dave Benton y 2XL | «Everybody»                                          | 1                  | 198                | No hubo semifinales | No hubo semifinales |
| 2002                 | Tallin     | Sahlene                        | «Runaway»                                            | 3                  | 111                | No hubo semifinales | No hubo semifinales |
| 2003                 | Riga       | Ruffus                         | «Eighties coming back»                               | 21                 | 14                 | No hubo semifinales | No hubo semifinales |
| 2004                 | Estambul   | Neiokõsõ                       | «Tii»                                                | No se clasificó    | No se clasificó    | 11                  | 57                  |
| 2005                 | Kiev       | Suntribe                       | «Let's get loud»                                     | No se clasificó    | No se clasificó    | 20                  | 31                  |
| 2006                 | Atenas     | Sandra                         | «Through my window»                                  | No se clasificó    | No se clasificó    | 18                  | 28                  |
| 2007                 | Helsinki   | Gerli Padar                    | «Partners in crime»                                  | No se clasificó    | No se clasificó    | 22                  | 33                  |
| 2008                 | Belgrado   | Kreisiraadio                   | «Leto svet»                                          | No se clasificó    | No se clasificó    | 18                  | 8                   |
| 2009                 | Moscú      | Urban Symphony                 | «Rändajad»                                           | 6                  | 129                | 3                   | 115                 |
| 2010                 | Oslo       | Malcolm Lincoln                | «Siren»                                              | No se clasificó    | No se clasificó    | 14                  | 39                  |
| 2011                 | Düsseldorf | Getter Jaani                   | «Rockefeller Street»                                 | 24                 | 44                 | 9                   | 60                  |
| 2012                 | Bakú       | Ott Lepland                    | «Kuula»                                              | 6                  | 120                | 4                   | 100                 |
| 2013                 | Malmö      | Birgit                         | «Et uus saaks alguse»                                | 20                 | 19                 | 10                  | 52                  |
| 2014                 | Copenhague | Tanja                          | «Amazing»                                            | No se clasificó    | No se clasificó    | 12                  | 36                  |
| 2015                 | Viena      | Elina Born y Stig Rästa        | «Goodbye to yesterday»                               | 7                  | 106                | 3                   | 125                 |
| 2016                 | Estocolmo  | Jüri Pootsmann                 | «Play»                                               | No se clasificó    | No se clasificó    | 18                  | 24                  |
| 2017                 | Kiev       | Koit Toome y Laura             | «Verona»                                             | No se clasificó    | No se clasificó    | 14                  | 85                  |
| 2018                 | Lisboa     | Elina Nechayeva                | «La forza»                                           | 8                  | 245                | 5                   | 201                 |
| 2019                 | Tel Aviv   | Victor Crone                   | «Storm»                                              | 20                 | 76                 | 4                   | 198                 |
| 2020                 | Róterdam   | Uku Suviste                    | «What love is»                                       | Festival cancelado | Festival cancelado | Festival cancelado  | Festival cancelado  |
| 2021                 | Róterdam   | Uku Suviste                    | «The lucky one»                                      | No se clasificó    | No se clasificó    | 13                  | 58                  |
| 2022                 | Turín      | Stefan                         | «Hope»                                               | 13                 | 141                | 5                   | 209                 |
| 2023                 | Liverpool  | Alika                          | «Bridges»                                            | 8                  | 168                | 10                  | 74                  |
| 2024                 | Malmö      | 5miinust & Puuluup             | «(Nendest) Narkootikumidest ei tea me (küll) midagi» | 20                 | 37                 | 6                   | 79                  |
| 2025                 | Basilea    | Tommy Cash                     | «Espresso macchiato»                                 | 3                  | 356                | 5                   | 113                 |

## Festivales organizados en Estonia
| Edición                                   | Ciudad sede | Localización  | Presentandores               |
| ----------------------------------------- | ----------- | ------------- | ---------------------------- |
| Festival de la Canción de Eurovisión 2002 | Tallin      | Saku Suurhall | Annely Peebo y Marko Matvere |

## Votación de Estonia
Hasta 2025, la votación de Estonia ha sido:
| Más puntos otorgados solo en la gran final | Más puntos otorgados solo en la gran final | Más puntos otorgados solo en la gran final |
| Pos.                                       | País                                       | Puntos                                     |
| ------------------------------------------ | ------------------------------------------ | ------------------------------------------ |
| 1                                          | Suecia                                     | 253                                        |
| 2                                          | Rusia                                      | 187                                        |
| 3                                          | Finlandia                                  | 161                                        |
| 4                                          | Ucrania                                    | 130                                        |
| 5                                          | Noruega                                    | 116                                        |

| Más puntos otorgados en semifinales y final | Más puntos otorgados en semifinales y final | Más puntos otorgados en semifinales y final |
| Pos.                                        | País                                        | Puntos                                      |
| ------------------------------------------- | ------------------------------------------- | ------------------------------------------- |
| 1                                           | Suecia                                      | 325                                         |
| 2                                           | Finlandia                                   | 287                                         |
| 3                                           | Rusia                                       | 251                                         |
| 4                                           | Ucrania                                     | 185                                         |
| 5                                           | Noruega                                     | 178                                         |

| Más puntos recibidos solo en la final | Más puntos recibidos solo en la final | Más puntos recibidos solo en la final |
| Pos.                                  | País                                  | Puntos                                |
| ------------------------------------- | ------------------------------------- | ------------------------------------- |
| 1                                     | Letonia                               | 156                                   |
| 2                                     | Finlandia                             | 142                                   |
| 3                                     | Lituania                              | 113                                   |
| 4                                     | Suecia                                | 101                                   |
| 5                                     | Reino Unido                           | 81                                    |

| Más puntos recibidos en semifinales y final | Más puntos recibidos en semifinales y final | Más puntos recibidos en semifinales y final |
| Pos.                                        | País                                        | Puntos                                      |
| ------------------------------------------- | ------------------------------------------- | ------------------------------------------- |
| 1                                           | Letonia                                     | 266                                         |
| 2                                           | Finlandia                                   | 262                                         |
| 3                                           | Lituania                                    | 192                                         |
| 4                                           | Suecia                                      | 163                                         |
| 5                                           | Irlanda                                     | 141                                         |

## 12 puntos
- Estonia ha dado 12 puntos a:

### Final (1994 - 2003)
| Año                  | País                 | Año  | País      |
| -------------------- | -------------------- | ---- | --------- |
| 1994                 | Polonia              | 1999 | Suecia    |
| No participó en 1995 | No participó en 1995 | 2000 | Letonia   |
| 1996                 | Irlanda              | 2001 | Dinamarca |
| 1997                 | Francia              | 2002 | Letonia   |
| 1998                 | Suecia               | 2003 | Rusia     |

| Año  | País      | Año  | País         |
| ---- | --------- | ---- | ------------ |
| 2004 | Ucrania   | 2010 | Rusia        |
| 2005 | Suiza     | 2011 | Suecia       |
| 2006 | Finlandia | 2012 | Suecia       |
| 2007 | Letonia   | 2013 | Dinamarca    |
| 2008 | Finlandia | 2014 | Países Bajos |
| 2009 | Noruega   | 2015 | Hungría      |

| Año  | Jurado          | Televoto  | Conjunto        |
| ---- | --------------- | --------- | --------------- |
| 2016 | Países Bajos    | Rusia     | Países Bajos    |
| 2017 | Bulgaria        | Rumanía   | Bulgaria        |
| 2018 | Austria         | Finlandia | Lituania        |
| 2019 | República Checa | Finlandia | República Checa |
| 2021 | Suiza           | Moldavia  | Finlandia       |
| 2022 | Suecia          | Finlandia | Suecia          |
| 2023 | Sin jurado      | Australia | Australia       |
| 2024 | Sin jurado      | Letonia   | Letonia         |
| 2025 | Sin jurado      | Suecia    | Suecia          |

| Año  | País      | Año  | País         |
| ---- | --------- | ---- | ------------ |
| 2004 | Ucrania   | 2010 | Alemania     |
| 2005 | Suiza     | 2011 | Suecia       |
| 2006 | Finlandia | 2012 | Suecia       |
| 2007 | Rusia     | 2013 | Rusia        |
| 2008 | Rusia     | 2014 | Países Bajos |
| 2009 | Noruega   | 2015 | Rusia        |

| Año  | Jurado   | Televoto  | Conjunto         |
| ---- | -------- | --------- | ---------------- |
| 2016 | Suecia   | Rusia     | Suecia           |
| 2017 | Bulgaria | Bélgica   | Portugal         |
| 2018 | Austria  | Lituania  | Lituania         |
| 2019 | Suecia   | Rusia     | Rusia            |
| 2021 | Suiza    | Finlandia | Finlandia        |
| 2022 | Suecia   | Ucrania   | Suecia           |
| 2023 | Suecia   | Finlandia | Suecia Finlandia |
| 2024 | Suiza    | Ucrania   | Ucrania          |
| 2025 | Suiza    | Suecia    | Suecia Finlandia |

## Galería de imágenes
|                             |
| Neiokõsõ en Estambul (2004) |

|                                 |
| Sandra Oxenryd en Atenas (2006) |

|                                |
| Gerli Padar en Helsinki (2007) |

|                                 |
| Kreisiraadio en Belgrado (2008) |

|                                |
| Urban Symphony en Moscú (2009) |

|                                |
| Malcolm Lincoln en Oslo (2010) |

|                                 |
| Birgit Õigemeel en Malmö (2013) |

|                            |
| Tanja en Copenhague (2014) |

|                                         |
| Elina Born y Stig Rästa en Viena (2015) |

|                                    |
| Jüri Pootsmann en Estocolmo (2016) |

|                                            |
| Koit Toome y Laura Põldvere en Kiev (2017) |

|                                  |
| Elina Nechayeva en Lisboa (2018) |

|                                 |
| Victor Crone en Tel Aviv (2019) |

|                        |
| Stefan en Turín (2022) |

|                           |
| Alika en Liverpool (2023) |

|                                    |
| 5miinust & Puuluup en Malmö (2024) |

- Datos: Q212441
- Multimedia: Estonia in the Eurovision Song Contest / Q212441